# Pétéchie
Une pétéchie (prononcé [peteʃi]) est une petite tache cutanée de couleur rouge à violacée, ne blanchissant pas sous la pression. Les pétéchies sont dues à l'infiltration de sang sous la peau (hémorragie mineure induite par la rupture d'un capillaire sanguin). Il s'agit d'une présentation particulière des lésions dermatologiques regroupées sous le nom de purpura.

Pétéchies dues au purpura.

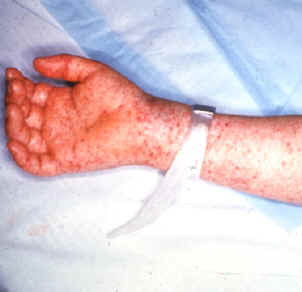
Pétéchies sur un bras, dues à une fièvre pourprée des montagnes Rocheuses.

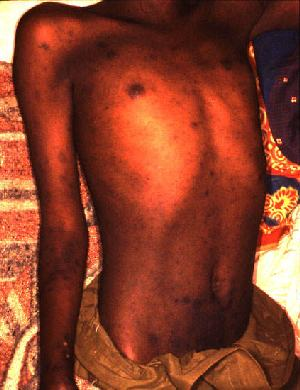
Pétéchies induites par le typhus.

## Diagnostic
Chez l'humain ou l'animal :
- observées sur les organes internes ou les muqueuses, les pétéchies peuvent être un des symptômes d'infections virales (forme aigüe de dengue, grippe aviaire chez les oiseaux) ;
- elles peuvent aussi être un signe de thrombopénie (taux anormalement bas de thrombocytes sanguin), qui est parfois un effet secondaire de prise de médicaments ou lorsque des excès de pression sont appliqués aux tissus (par exemple, quand un garrot est appliqué à une extrémité ou avec trop de toux) ;
- elles sont plus rarement un signe de vascularite (inflammation des vaisseaux sanguins), ce qui exige un traitement immédiat pour prévenir des dommages durables ;
- certaines tumeurs malignes peuvent aussi produire des pétéchies ;
- enfin, il peut s'agir de réaction allergique, de troubles auto-immuns à une chimiothérapie ou à une septicémie (empoisonnement du sang), ou encore d'hémorragies induites par un produit liquéfiant le sang (antiagrégant plaquettaire dont l'aspirine) ;

c'est pourquoi, en cas de doute, l'apparition de pétéchies devrait toujours être rapidement suivie d'une enquête par un personnel compétent sur les causes possibles.

## Causes et origines
- La cause la plus fréquente serait un petit traumatisme physique local (choc).
- Des toux, vomissements, sanglots importants peuvent générer des pétéchies sur le visage, autour des yeux notamment. Elles sont alors inoffensives et disparaissent habituellement en quelques jours.
- Certaines maladies infectieuses[1] produisent des fièvres accompagnées de pétéchies produits par thrombopénie. C'est par exemple le cas d'une fièvre récurrente (borréliose endémique de l'Est de l'Afrique, due à la bactérie spirochète Borrelia recurrentis, transmise par des poux ou tiques lors de leurs morsures)[2]. Butler et al. (1979) ont confirmé que ces spirochètes concentrés à partir du sang de trois patients produisent une fièvre chez le lapin. Ce matériau reste cependant pyrogène (produit de la fièvre) après chauffage à 100 °C pendant 15 minutes, ce qui laisse penser que des endotoxines thermorésistantes produites par la bactérie puissent être impliquées, d'autant qu'une endotoxémie a été détectée chez certains patients (7 sur 28 patients dans ce cas), mais « associée à d'autres infections bactériennes et à une dysfonction hépatique marquée ». Des pétéchies ont été observées dans 37 cas (41 %) des 90 patients. Les biopsies des pétéchies y révèlent des cellules rouges et effectivement la présence de spirochètes dans le derme, sans vascularite ni thrombose. La numération plaquettaire de 37 patients porteurs de pétéchies (moy. : 34 × 109/L) était significativement plus faible que celle des 53 autres patients (48 × 109/L) sans pétéchies (P <0,05).
- Le traitement gua sha.

## Chez l'enfant
L'importance des pétéchies chez l'enfant dépend du contexte clinique et d'où elles proviennent.
Elles peuvent traduire une infection virale, souvent bénigne, le plus souvent associée à un énanthème, comme elles peuvent être un des signes de certaines maladies potentiellement graves (méningococcie, leucémie ou associées à une thrombopénie), leur présence ne devrait pas être ignorée.

## Pathologies concernées
- Fièvre hémorragique bolivienne (ou Bolivian hemorrhagic fever (BHF), ou black typhus ou Machupo virus)
- Fièvre boutonneuse méditerranéenne (en anglais : Boutonneuse fever)
- Paludisme (= malaria)
- Syphilis congénitale
- Fièvre Congo-Crimée
- Dengue
- Maladie de Dukes
- Fièvre Ebola
- Endocardites
- Maladie hémolytique du nouveau-né (ou en latin : Erythroblastosis fetalis)
- Gua Sha (ou 刮痧)
- Purpura rhumatoïde (en anglais : Henoch-Schönlein purpura)
- Leucémie
- Malnutrition protéino-énergétique de l'enfance (ex. : kwashiorkor, etc.)
- Typhus[3]
- Scarlatine
- Maladie de Schamberg (en anglais : Schamberg's disease)
- Maladie de Kawasaki (ou fièvre de Kawasaki)
- Fièvre pourprée des montagnes Rocheuses (en anglais : Rocky mountain spotted fever), transmise par des tiques)
- Conséquence physiologique des pratiques de non-oxygénation chez les adolescents (Jeu du foulard et assimilés)

## Médecine légale
Des pétéchies sur le visage et la conjonctive des yeux sont un des signes de mort par asphyxie. On estime qu'il s'agit du résultat d'une augmentation de pression dans la tête et de dommages hypoxiques à l'endothélium des vaisseaux sanguins.